# George Blake

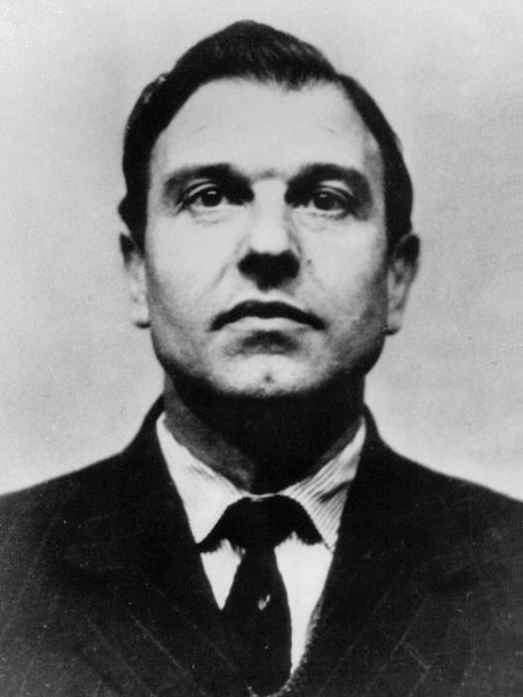
George Blake (in de jaren 1950)

George Blake (Rotterdam, 11 november 1922 – Moskou, 26 december 2020) was een Brits spion van Nederlandse afkomst die als dubbelspion voor de KGB werkte.

## Jeugd en opleiding
Blake werd in Rotterdam als George Behar geboren als zoon van Albert Behar, een Sefardische Jood met Britse nationaliteit en de Nederlandse Catharina Beijderwellen. Blake werd vernoemd naar koning George V. Zijn vader had in de Eerste Wereldoorlog gevochten tegen het Ottomaanse Rijk en had Franse en Britse onderscheidingen gekregen. Toen de vader van George Blake in 1936 overleed werd George op 13-jarige leeftijd naar familie in Caïro gestuurd, waar hij zijn opleiding vervolgde aan de English School. Een neef van Blake in Caïro, Henri Curiel, werd later een prominent lid van de communistische partij van Egypte. Blake verklaarde later dat hij beïnvloed was door de denkbeelden van Curiel.

## Oorlog en spionage
Vanaf 1939 verbleef Blake weer in Nederland en kwam na de Duitse inval in Nederland in het verzet en werd koerier onder de schuilnaam Max de Vries. In 1942 vluchtte Blake via Frankrijk en Spanje naar Engeland. In Engeland kwam hij bij de Britse Secret Intelligence Service en veranderde hij zijn achternaam in Blake. In 1944 kwam hij bij de P8, de Nederlandse afdeling van de SIS.
Na afloop van de Tweede Wereldoorlog werd Blake in Hamburg gestationeerd en was belast met de ondervraging van Duitse U-bootkapiteins. In 1948 werd Blake naar Cambridge gestuurd om Russisch te leren en vervolgens werd hij door MI6 op de Britse ambassade van de Zuid-Koreaanse hoofdstad Seoul geplaatst met het doel om een agentennetwerk in Korea op te zetten.

## Spion voor de Russen
Enkele maanden na zijn aankomst in Seoul werd deze stad op 24 juni 1950 veroverd door Noord-Koreaanse troepen. Blake werd gevangengenomen. In gevangenschap las hij het werk van Karl Marx, werd Marxist en bood zijn diensten aan Sovjet-agenten in Korea. In 1953 werd Blake vrijgelaten en keerde terug naar Engeland. Zijn verdere contact met de KGB legde Blake in dat jaar in Den Haag, aan het eind van de Laan van Meerdervoort. In 1955 werd Blake door MI6 naar Berlijn gestuurd om Sovjet-agenten als dubbelagent te rekruteren. Blake stond hier in contact met de KGB en verraadde Britse en Amerikaanse operaties. In totaal verried Blake de gegevens van ongeveer 40 MI6 agenten aan de Sovjets, waardoor het grootste deel van de MI6-operaties in Oost-Europa werd opgerold.

## Ontmaskering, gevangenschap en ontsnapping
In 1961 werd hij als Sovjet-agent ontmaskerd door de eveneens overgelopen dubbelspion Michael Goleniewski van Poolse afkomst. Blake werd teruggeroepen uit Libanon, waar hij op dat moment werkte voor het Middle East Centre for Arabic Studies (MECAS), en werd bij terugkeer aangehouden.
In mei 1961 werd Blake bij een proces in de Old Bailey veroordeeld tot 42 jaar gevangenisstraf. Op 22 oktober 1966 ontsnapte Blake met hulp van drie mannen uit de Wormwood Scrubs gevangenis. Blake kwam in de gevangenis in contact met Michael Hollingshead, die een voorraad LSD naar binnen had gesmokkeld. Na samen LSD genomen te hebben, werd Blake paranoïde en verdacht Hollingshead ervan een spion te zijn. Na deze ervaring besloot hij te ontsnappen uit de gevangenis, wat hem enkele weken later lukte. Sean Bourke had een walkietalkie de gevangenis binnengesmokkeld. Deze werd gebruikt tijdens de ontsnapping, waarbij Bourke een touwladder over de gevangenismuur gooide. De vredesactivisten Michael Randle en Pat Pottle smokkelden Blake naar de  DDR. Via de DDR ontkwam hij naar de Sovjet-Unie. Blake bleef in Rusland wonen.
In 1999 interviewde de Nederlandse journalist Hans Olink  hem urenlang in Moskou. Dit interview werd nog in hetzelfde jaar uitgezonden door het radioprogramma OVT van de VPRO. Vanwege grote belangstelling door het overlijden van Blake is in 2021 het interview gepubliceerd als vierdelige podcast, getiteld George Blake: Meesterspion.
Blake overleed in december 2020 in Moskou op 98-jarige leeftijd.

## Publicaties
- Geen andere weg. Een autobiografie. Amsterdam, Mets, 1990. ISBN 90-5330-014-7
- Transparent Walls - Murs transparents, 2006.